# Солігорська ГЕС
Солігорська ГЕС (біл. Салiгорская ГЭС) — мала гідроелектростанція в Солігорському районі, Мінська область, Білорусь.
Побудована згідно з рішенням Мінського облвиконкому від 7 лютого 2002 року. Введена в експлуатацію 12 січня 2007 року. Будівля ГЕС і турбінна камера розташовані на лівому березі річки Случ у нижньому б'єфі греблі Солігорського водосховища. Потужність 150 кВт. Річне вироблення електроенергії ~1 млн кВт·год, що достатньо для забезпечення ~2,5 тис. осіб. ГЕС має дві турбіни потужністю 75 кВт кожна, виробництва ТОВ «Промышленный союз-Энергия» (Гродно). Проєктна документація розроблена «Белгіпроводхозом». Будівельні роботи, розпочаті в грудні 2005, були виконані ПМК-79 ВАТ «Солігорскводстрой».

## Економічні показники
- Загальна ціна робіт склала 0,9 млрд Білоруських рублів (у цінах 2007).
- Загальна ціна оснащення — 0,22 млрд рублів (2007).
- Загальна ціна ГЕС — 1,24 млрд рублів (2007).
- Планований термін окупності — 6–8 років.